# Internet Standards Process
Internet Standards Process är ett en samling av rekommenderade förhållningsregler som beskriver hur standardisering i form av protokoll och processer som berör internet ska införas. Ansvarig för Internet Standards Process är organisationen Internet Engineering Steering Group som är en del av Internet Architecture Board och Internet Society. Idag beskrivs Internet Standards Process genom flera RFC dokument.
Internet Standards Process har sitt ursprung i RFC dokumentet 1310 som publicerades i mars 1992.